# Bodrog-alsóbűi rovásfelirat

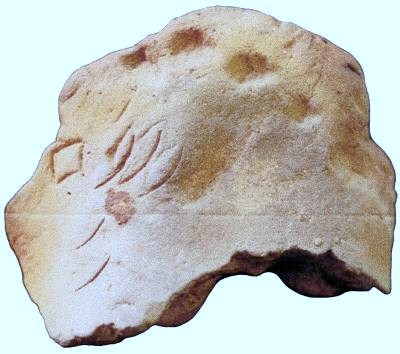
A rovásos fúvókatöredék

Az eddigi legkorábbi székely-magyar rovásfeliratot 1999. március 24-én találta a Somogy megyei Bodrog falu határában folyó ásatásban találta Magyar Kálmán régész. A lelet 900 körüli, amely egy agyagfúvóka részlete.  A lelet helyén a középkorban Bő falu állt, jelenleg pedig Alsó-Bű puszta található ott. Róna-Tas András akadémikus szerint ez a lelet fontos láncszem a kelet-európai írások és a székely írás között. Gömöri János, az MTA Ipartörténeti Bizottságának titkára szintén megvizsgálta a leletet.  Erdélyi István régész-történész kimutatta, hogy a fújtatócső felületén lévő jelek ujjkörmök lenyomata. A lelet mérete 6,2 cm × 4,2 cm, vastagsága: 1,2 cm.

## Olvasat és viták
Vékony Gábor régész fejtette meg először a feliratot, az általa adott olvasat: „fúnák”. Azonban ezt a nyelvészek kritizálták. Ennek az olvasatnak a továbbfejlesztett változata a „fuβnék”, amely már megfelel a nyelvészek által megfogalmazott követelményeknek.
Az utolsó karakter a székely-magyar rovás  'K', amely a kazáriai rovásból származik.